# Hebius petersii
Espèce
Synonymes
- Tropidonotus maculatus Peters, 1871
- Tropidonotus petersii Boulenger, 1893
- Amphiesma petersii (Boulenger, 1893)

Statut de conservation UICN

 LC  : Préoccupation mineure
Hebius petersii est une espèce de serpents de la famille des Natricidae. 

## Répartition
Cette espèce se rencontre :
- en Indonésie sur les îles de Sumatra et de Bornéo ;
- en Malaisie péninsulaire et en Malaisie orientale ;
- à Singapour.

## Description
L'holotype de Amphiesma petersii mesure 370 mm dont 100 mm pour la queue. Cette espèce a la face dorsale brune avec de petites taches noires. Le dessus de sa tête est olive foncé vermiculé de noir. Les écailles de sa face ventrale sont jaunâtre bordé de noir.

## Étymologie
Cette espèce est nommée en l'honneur de Wilhelm Peters.

## Publication originale
- Boulenger, 1893 : Catalogue of the Snakes in the British Museum (Natural History), vol. 1, p. 1-448 (texte intégral).